# Catherine Lalonde
Pour les articles homonymes, voir Lalonde.
Catherine Lalonde est une poète et journaliste québécoise née à Montréal en 1974.

## Biographie
Catherine Lalonde est née à Montréal en 1974. Elle étudie en danse contemporaine, en entraînement physique et en communications. Depuis 2008, elle signe des critiques de danse depuis au Devoir, où elle est aussi reporter à la culture spécialisée en arts vivants, en livres et en politiques culturelles.
Pour ce qui est de sa carrière en danse professionnelle, elle collabore avec Michèle Rioux, Geneviève La, Lucie Boissinot et Karina Larola et fait partie de la tournée européenne de Joe, de Jean-Pierre Perreault, en 2004. Par ailleurs, Catherine Lalonde travaille comme consultante médiatique, professeure de technique Gyrotonic, entraîneuse physique et attachée de presse dans le milieu littéraire.
Du côté de la littérature, elle publie son premier recueil de poèmes Jeux de brume/ vertiges aux éditions Le Loup de Gouttière en 1991. Son travail littéraire lui mérite le Concours littéraire Critère (1991), le Prix du Chantauteuil (1994), le Concours de nouvelles du Journal Voir (1996), le concours de l’agence Franco-Wallonie Bruxelles pour la jeunesse (1999) et le Prix de la nouvelle de la Société Radio-Canada (1997). Elle remporte également le prix Émile-Nelligan 2008 pour son recueil Corps étranger. De plus, son recueil, La Dévoration des fées est finaliste du Grand Prix du livre de Montréal et remporte le prix Alain-Grandbois remis par l'Académie des lettres du Québec. Adoptant une posture féministe, Catherine Lalonde aborde dans ses écrits les thèmes de la puanteur, la sexualité, le plaisir, la honte, la pauvreté ainsi que la notion de filiation.
Engagée dans le milieu littéraire québécois, elle présente plusieurs lectures publiques et performances, et poursuit sa recherche et sa formation à ce niveau. En 2009, dans le cadre du Festival international de la littérature, en collaboration avec le théâtre Musica Nocturna et invitée par Danse-Cité, Catherine Lalonde présente La nuit sera longue, un spectacle où se marient la poésie, la danse et le théâtre.

## Œuvres

### Poésie
- Jeux de brume - vertiges, encres de Gilline Trãn, Québec, Éditions du Loup de gouttière, 1991, 91 p. (ISBN 2921310031)
- Chantauteuil, œuvres de Micheline Fournier, Québec, Le Loup de gouttière, 1994, 123 p.  (ISBN 2921310465)
- Cassandre, Montréal, Québec Amérique, 2005, 87 p.  (ISBN 9782896984411, 9782896984435 et 9782896984428)
- Corps étranger : [histoire d'un jouir fini, son chant resté, les rêves qu'il fit naître], préface de Nancy Houston, Montréal, Québec Amérique, Genouilleux, La Passe du vent, 2008, 123  p. (ISBN 978-2-7644-0615-1 et 9782845621282)
- La Dévoration des fées, Montréal, Le Quartanier, 2017, 136 p.  (ISBN 9782896983261, 9782896983285 et 9782896983278)[6],[7],[8]
- Trous, Montréal, Le Quartanier, 2024, 136 p. [9]

### Traduction
- Corps étranger = Foreigh body, Traduction par Nora Alleyn, Toronto, Guernica, 2011, 110 p.  (ISBN 978-1-55071-353-4)
- La Dévoration des fées = The faerie devouring, Traduction par Oana Avasilichioaei, Toronto, Book hug, 2018, 134 p.  (ISBN 9781771664271)

## Prix
- 1991 - Lauréate : Premier prix Concours littéraire Critère[10]
- 1994 - Lauréate : Prix du Chantauteuil[11]
- 1996 - Lauréate : Concours d'histoire sponsorisé par le magazine Voir[1]
- 1997 - Lauréate : Prix de la nouvelle primée par Radio-Canada[12]
- 1999 - Lauréate : Concours de l'agence Wallonie Bruxelles pour la jeunesse[10]
- 2008 - Lauréate : Prix Émile-Nelligan (Pour Corps étranger)[13],[14],[15]
- 2018 - Lauréate : Prix Alain-Grandbois (Pour La Dévoration des fées)[16],[17]
- 2018 - Finaliste : Grand prix du livre de Montréal (Pour La dévoration des fées)[18],[19]

## Événements
Catherine Lalonde participera au 37e Salon du livre de Trois-Rivières qui aura lieu du 27 au 30 mars 2025.

## Sources et références
1. 1 2 3 4  « Catherine Lalonde », sur Québec Amérique (consulté le 27 septembre 2021)
2. ↑  « Catherine Lalonde | Le Devoir », sur www.ledevoir.com (consulté le 27 septembre 2021)
3. 1 2 3  « Recherche - L'Île », sur www.litterature.org (consulté le 25 septembre 2021)
4. ↑  « L’Académie des lettres remet ses prix », sur Le Devoir, 24 octobre 2018 (consulté le 6 février 2019)
5. ↑  Vanessa Bell et Catherine Cormier-Larose, Anthologie de la poésie actuelle des femmes au Québec, Montréal, Les éditions du remue-ménage, 2021, 288 p. (ISBN 978-2-89091-734-7, lire en ligne)
6. ↑  Jonathan Lamy, « Dans le bois avec les sorcières de Julie Roy / La dévoration des fées de Catherine Lalonde », Spirale : arts • lettres • sciences humaines, no 263,‎ 2018, p. 80–82 (ISSN 0225-9044 et 1923-3213, lire en ligne, consulté le 27 septembre 2021)
7. ↑  « L’amour au poing levé », sur Le Devoir (consulté le 27 septembre 2021)
8. ↑  Audrey Camus, « Le récit des femmes poètes », Voix et Images, vol. 44, no 2,‎ 2019, p. 113–117 (ISSN 0318-9201 et 1705-933X, DOI 10.7202/1059519ar, lire en ligne, consulté le 27 septembre 2021)
9. ↑  Catherine Lalonde, Trous, Montréal, Le Quartanier, 2024, 136 p. (ISBN 978-2-89698-660-6)
10. 1 2  « Rencontre littéraire avec Catherine Lalonde - Actualités - Université de Sherbrooke », sur www.usherbrooke.ca (consulté le 27 septembre 2021)
11. ↑  « Prix et distinctions », Lettres québécoises : la revue de l’actualité littéraire, no 75,‎ 1994, p. 79–79 (ISSN 0382-084X et 1923-239X, lire en ligne, consulté le 27 septembre 2021)
12. ↑  Egzakt, « Recherche - L'Île », sur www.litterature.org (consulté le 4 décembre 2017)
13. ↑  Caroline Montpetit, « Catherine Lalonde reçoit le prix Émile-Nelligan pour Corps étranger », Le Devoir,‎ 26 mai 2009, B8 (lire en ligne)
14. ↑  « Prix et distinctions », Lettres québécoises : la revue de l’actualité littéraire, no 135,‎ 2009, p. 70–71 (ISSN 0382-084X et 1923-239X, lire en ligne, consulté le 27 septembre 2021)
15. ↑  « Catherine Lalonde lauréate du prix Émile-Nelligan 2008 », sur www.fondation-nelligan.org (consulté le 27 septembre 2021)
16. ↑  « Catherine Lalonde », sur Association nationale des éditeurs de livres/Québec Édition (consulté le 27 septembre 2021)
17. ↑  « Prix littéraires - Suivez le guide! », sur La Presse, 10 octobre 2018 (consulté le 27 septembre 2021)
18. ↑  « Catherine Lalonde », sur Culture (consulté le 27 septembre 2021)
19. ↑  Ville de Montréal, « Dévoilement des cinq finalistes du Grand Prix du livre de Montréal 2018 », sur www.newswire.ca (consulté le 27 septembre 2021)
20. ↑  Geneviève Beaulieu-Veilleux, Le Nouvelliste, « Une programmation garnie et éclatée pour le Salon du livre », sur Le Nouvelliste, 12 mars 2025 (consulté le 19 mars 2025)